# Tygodnik Krapkowicki
Tygodnik Krapkowicki – gazeta działająca na lokalnym rynku od 30 kwietnia 1998 roku. Informuje mieszkańców o życiu społecznym i politycznym powiatu krapkowickiego. Ukazuje się na terenie Gmina Krapkowice, Gmina Gogolin, Gmina Strzeleczki, Gmina Walce] i Gmina Zdzieszowice. Wydawcą jest Bastech Sp. z o.o. Jednym z celów Tygodnika Krapkowickiego jest krzewienie lokalnej tradycji i kultury, współpracując z instytucjami kultury i sportu.
Tygodnik Krapkowicki Młodych
Innowacyjna forma powstała z myślą o młodych ludziach, którzy prasę czytają głównie w internecie. Tematyką są wydarzenia, relacje, wywiady, ciekawostki. Udostępniana jest także przestrzeń dla twórców wierszy, felietonów czy opowiadań w zakładce "Wasza twórczość".
Liga Futsalu o Puchar Tygodnika Krapkowickiego
Tygodnik Krapkowicki jest organizatorem Ligi Futsalu o Puchar Tygodnika Krapkowickiego, która aktywizuje sportowców zarówno amatorów i zawodowców do spędzania czasu w sezonie jesienno-zimowym na sportowo. Z roku na rok liczba drużyn uczestniczących wzrasta i cieszy się bardzo dużą popularnością. Dzięki temu przyczynia się do rozwoju piłki nożnej w regionie.
Portal internetowy
Od 30 kwietnia 2012 roku TK wprowadził nowy zmodernizowany portal internetowy www.tygodnik-krapkowicki.info.
Przynależność do organizacji
Tygodnik Krapkowicki należy do Stowarzyszenia Gazet Lokalnych oraz Stowarzyszenie Polskich Mediów.
Wyróżnienia
W wieloletnim dorobku wydawnictwa, Tygodnik Krapkowicki został trzykrotnie wyróżniony w konkursie dla gazet lokalnych mających największy wpływ na kształtowanie świadomości proekologicznej społeczeństwa.